# 三淵嘉子
三淵 嘉子（みぶち よしこ、1914年〈大正3年〉11月13日 - 1984年〈昭和59年〉5月28日）は、日本初の女性弁護士の1人であり、初の女性判事および家庭裁判所長。旧姓：和田（）、旧々姓：武藤（）。従三位。

## 略歴
台湾銀行勤務の武藤貞雄とノブの長女として、シンガポールにて生まれる。シンガポールの漢字表記のひとつである「新嘉坡」から「嘉子」と名付けられた。
東京府青山師範学校附属小学校（現在の東京学芸大学附属世田谷小学校）を経て東京女子高等師範学校附属高等女学校（現在のお茶の水女子大学附属高等学校）を卒業した際に、進歩的な考えを持つ父に影響を受け法律を学ぶことを決意し、当時女子に唯一法学の門戸を開いていた明治大学専門部女子部法科に入学した。1935年、明治大学法学部に入学。1938年に同大学を卒業し、高等試験司法科試験に合格。1940年、第二東京弁護士会に弁護士登録をしたことで明治大学同窓の中田正子、久米愛と共に日本初の女性弁護士となる。1941年に武藤家の書生をしていた和田芳夫と結婚し、1943年に長男を出産（和田は召集先の中国で発病し、1946年に帰国後、長崎の陸軍病院で戦病死）。1944年、明治女子専門学校助教授となる。1945年、長男や、戦死した弟の家族とともに福島県河沼郡坂下町（現・会津坂下町）へ疎開ののち、両親の住む川崎市に移り住む。
戦前期に女性が判事・検事に就くことが省令で禁じられていたことへの反発から1947年3月、裁判官採用願いを司法省に提出。同年6月、司法省嘱託。司法省民事局局付を経て最高裁判所発足に伴い最高裁民事局局付。1948年1月、最高裁民事部事務官。家庭局創設に伴い初代の家庭局局付に就任。1949年1月、最高裁家庭局事務官、同年6月、最高裁家庭局付。1949年6月4日に初の女性判事補となった石渡満子に次いで、同月25日に東京地裁判事補となる。1952年12月、名古屋地方裁判所で初の女性判事となる。1956年8月、裁判官の三淵乾太郎（初代最高裁長官であった三淵忠彦の子）と再婚。目黒に住む。
1956年5月、東京地裁判事となる。広島と長崎の被爆者が原爆の責任を訴えた「原爆裁判」を担当（裁判長古関敏正、三淵、高桑昭）。1963年12月7日、判決は請求棄却とするも日本の裁判所で初めて「原爆投下は国際法違反」と明言した。
1962年12月より東京家庭裁判所判事（兼東京地裁判事）。少年部で計5000人超の少年少女の審判を担当した。1967年1月、部総括。
1972年6月、新潟家庭裁判所長に任命され、女性として初の家庭裁判所長となった。1973年11月に浦和家庭裁判所の所長となり、1978年1月からは横浜家庭裁判所の所長を務め、1979年11月に定年退官した。裁判官退官後の1980年1月に再び、第二東京弁護士会登録の弁護士となり、そのほか日本婦人法律家協会の会長（1979年6月就任）や労働省男女平等問題専門家会議の座長（1979年12月就任）を務めた。明治大学短期大学でも1972年まで教壇に立った。
1984年5月28日午後8時15分、骨肉腫のため69歳で死去した。没日を以て、従三位に叙せられ、勲二等瑞宝章を授けられる。
2024年度前期に放送されたNHK連続テレビ小説『虎に翼』で伊藤沙莉が演じる主人公、「猪爪寅子」のモデルとなった。

## 家族
- 父・武藤貞雄（1886年 - 1947年） ‐ 武藤家9代当主、実業家。香川県丸亀市出身。代々丸亀藩の御側医を務めた宮武家の二男として生まれ、妻ノブの伯父で丸亀の市会議員・武藤直言（武藤家8代）の養子となる。一高、東京帝国大学法科大学政治学科卒業後、1913年より台湾銀行シンガポール支店勤務、同行ニューヨーク支店長、同東京支店支配人を経て、台湾銀行の融資により設立された南洋鉱業公司に1925年に転じ、同社理事兼総支配人、石原産業海運顧問を務め、自身でも昭和興業合資会社を興し代表となり、その後北海鉱業、日本防災工業、昭和金属、昭和化工の社長などを務めた。なお台湾銀行の頭取（1913-1925）を務めた中川小十郎とは一高、帝大政治科の同窓生[38][39][40][41][42]。嘉子の良き理解者であり、女性が職業を持ち自立する事を考えており、嘉子に「医者や弁護士などを目指すのはどうか」と提案した。1947年10月、肝硬変で死去。
- 母・ノブ（1892年 - 1947年） ‐ 香川県丸亀市出身。宇野伝三郎（武藤家7代・直貞と、武藤家6代・直光の長女・理勢の子）・カメ（旧姓：谷）の子として八人姉妹の末子として生まれる。八人姉妹の内五人は早世し成人したのは長女シゲ（岡野家）六女まつヱ（濵﨑家）、八女ノブの三人。幼い頃に父の伝二郎を亡くし、金融業と借家業を営む裕福な伯父・武藤直言（武藤家8代）・駒子夫婦のもとで育つ[38][43]。嘉子が法律家を目指す決意をした際は、「法律等を勉強しては嫁の貰い手が無くなる」と泣きながら猛反対したという。1947年1月、脳溢血で死去。
  - 長弟・武藤一郎（1916年 - 1944年） ‐ 横浜高等商業学校卒業後日立製作所に入ったが出征し、1944年乗船していた富山丸が米軍の魚雷で沈没し、妻と子供（妻は嘉根）を残して早世[44]。
  - 次弟・武藤輝彦（1921年 - 2002年） ‐ 東京帝国大学文学部美学科卒業後[45]、昭和化工重役を経て日本煙火協会専務理事。
  - 三弟・武藤晟造（1923年 - 2004年以降） ‐ 医師。北海道大学医学部卒業[45]。公益財団法人日産厚生会理事(1970年〜84年)および評議員(1989年〜2004年)。
  - 四弟・武藤泰夫（1928年 - 2021年） ‐ 東京大学農学部林学科卒業[45]。林野庁職員[39]。令和3年（2021年）に死去[46][47]。

- 先夫・和田芳夫（1907年 - 1946年） ‐ 武藤家の元書生。貞雄の丸亀中学時代の親友の甥。丸亀中学校卒業後、勤労学生として明治大学夜間部で学び、東洋モスリンに就職、嘉子に見そめられて1941年結婚、1945年に出征した後に戦地で肋膜炎にかかり入院するが、戦地に出ないまま帰国する。1946年5月に長崎で戦病死[48]。
  - 長男・和田芳武（1943年 - 2020年） ‐ 寄生虫研究者。東京大学伝染病研究所寄生虫研究部で佐々学に師事し、1974年より東京女子医科大学寄生虫学教室で研究を続けた[49][39]。2020年死去[50]。生来優しい性格だったといわれる。嘉子の再婚後も和田姓を名乗り続けていた[51]。
- 後夫・三淵乾太郎（1906年 - 1985年） ‐ 判事。初代最高裁判所長官・三淵忠彦の長男。1956年に嘉子と再婚[52]。前妻との間に四児（三男一女）がいる。実弟に千代田生命保険社長の萱野章次郎、大東京火災海上保険常務の三淵震三郎、縁戚に反町茂作、石渡敏一、石渡荘太郎、白仁武、近藤廉平、大久保利武ら政財界の大物が名を連ねる。

## エピソード
- 東京地裁判事補時代、三淵が審理を担当していた民事事件の当事者が、法廷外の廊下で三淵に切り付けるという出来事があった。三淵に怪我はなかったものの、女性判事による審理の不手際から刃傷沙汰が起きたのだと世間から無根拠に言われるのではないかと思うと情けない、と吐露した[53][54]。
- 新潟家裁時代も、所長をしながら自ら少年事件の審判を担当している。当時立ち会った調査官によれば、三淵の心のこもった「説諭」が感動的だったという。事件を起こした少年も付き添いの保護者も、三淵の語りかける言葉に涙を流している[55]。

## 編著
- 『日常生活と民法』 三淵忠彦著、関根小郷・和田（三淵）嘉子補修、 法曹会、1950年
- 『暮らしの中の法律』（暮らしの図書室）有泉亨・渡辺道子共編著、読売新聞社、1962年。
- 『女性法律家 : 拡大する新時代の活動分野』（有斐閣選書）永石泰子・佐藤欣子・鍛冶千鶴子・山本清子・宇野美喜子・若菜允子・土肥幸代・石川恵美子・大脇雅子・松尾和子・笠原郁子・伊藤廸子共同執筆、有斐閣、1983年（2024年復刊）。

## 関連作品

### テレビドラマ
- 虎に翼(2024年度前期連続テレビ小説第110作)　三淵嘉子をモデルとした「猪爪寅子 (いのつめ ともこ)」を女優の伊藤沙莉が演じる。